# Márta Kelemen (Turnerin)
Márta Kelemen (* 17. September 1954 in Budapest, Ungarn) ist eine ehemalige ungarische Turnerin.

## Leben und Wirken
Márta Kelemen startete zunächst für den Zentralen Sport- und Jugendverband (Központi Sport- és Ifjúsági Egyesület, KSI) und später für Honvéd Budapest.
Bei den Weltmeisterschaften 1970 in Ljubljana belegte sie im Mannschaftsmehrkampf mit Ilona Békési, Ágnes Bánfai, Margit Horváth, Mária Gál und Zsuzsa Nagy Platz 6 und im Einzelmehrkampf Platz 26.
Sie nahm an zwei Olympischen Sommerspielen teil. Bei den Sommerspielen 1972 in München errang sie mit Ilona Békési, Mónika Császár, Anikó Kéry, Krisztina Medveczky und Zsuzsanna „Zsuzsa“ Nagy die Bronzemedaille im Mannschaftsmehrkampf. Im Einzelmehrkampf belegte sie Platz 34, am Stufenbarren Platz 9. Bei den Sommerspielen 1976 in Montreal belegte sie mit Márta Egervári, Krisztina Medveczky, Margit Tóth, Éva Óvári und Mária Lővei den 4. Platz im Mannschaftsmehrkampf.
Nach Beendigung ihrer Wettkampfkarriere arbeitete sie als Trainerin.
Márta Kelemen ist mit dem früheren Fußballspieler und -trainer Tibor Rab verheiratet, der für Ferencváros Budapest und auch in der Nationalmannschaft spielte.